# Обсерваторія HIPAS
64°52′19″ пн. ш. 146°50′31″ зх. д. / 64.8719° пн. ш. 146.842° зх. д.
Обсерваторія HIPAS (англ. High Power Auroral Stimulation) була дослідницькою установою, побудованою для вивчення йоносфери та її впливу на радіозв'язок. Розташована за 25 миль на схід від Фербенкса, штат Аляска, в районі Фербенкс Норт Стар Боро.
З 1986 по 2007 рік обсерваторією керувала лабораторія фізики плазми Каліфорнійського університету в Лос-Анджелесі. На той час вона могла випромінювати ERP потужністю 70 МВт на частоті 2,85 МГц або 4,53 МГц. Ці частоти близькі до кратних 2 і 3 електронних гірочастот на іоносферних висотах. Посилання імпульсу ВЧ-радіохвиль вгору може прискорити електрони в іоносфері. Подібно до хвиль в океані, характер іоносфери можна визначити за сигналом зворотного розсіювання. Інші експерименти намагалися поєднати радіочастотне та видиме збудження, де останнє досліджувало іони металів, наприклад натрію.
Об'єкт HIPAS також використовував прилад LIDAR (англ. Light Detection And Ranging). Серед інших проєктів: Плазмовий пальник, який використовується для експериментів з утилізації небезпечних відходів.
2,8-метровий телескоп із рідинним дзеркалом, який використовує обертову чашу з ртуттю для формування дзеркала, що використовується для лазерних експериментів.
Антенна решітка, яка використовується для збудження іоносфери.
Програма високочастотного активного дослідження полярного сяйва (HAARP) є подібною установою, яка спільно фінансується ВПС США та ВМС США.
Навесні 2010 року підприємство HIPAS закрили, а більшість обладнання продали як надлишок.

## Інтернет-ресурси
- UCLA HIPAS Observatory
- UCLA Department of Physics & Astronomy